# Schultz Imre
Schultz Imre (Főherceglak, Baranya megye, 1848. november 25. – Kőszeg, 1905. július 8.) képzőintézeti tanár.

## Élete
Főherceglakon született, hol atyja tanító volt; 1862-ben Mohácson tanulta a 4. főelemi osztály tantárgyait. 1862-től 1865-ig az alreáliskola három osztályát Pécsett végezte kitűnő sikerrel és a királyi katolikus tanítóképzőt 1865-től 1867-ig Pesten Bárány Ignác alatt. 1867-ben főelemi tanítóságra nyert oklevelet. Tanítóként működött szülőhelyén (Albrecht főherceg birtokán) négy évig; 1871-ben a pécsi római katolikus tanítóképző újraszerveztetvén, ő nyerte el a legelső rendes tanári tanszéket a mennyiségtan, földrajztudomány és természetrajz tanítására, előadta még a módszertant és német irodalmat; 1876-tól 1889-ig zenetanár is volt, 1878-tól 1885-ig pedig az intézet igazgatója. A Szent István Társulat irodalmi és tudományos osztályának tagja, a pécsvidéki tanítóegylet elnöke, a tanítóképző-intézeti tanárok országos egyesületének választmányi, a bajai katolikus tanítóegylet tiszteleti tagja volt sat. 1901 júniusában nyugalomba vonult, midőn Kőszegre költözött. Itt az irodalomnak élt; majd a vidéki tanítóknak tartott előadásokat. 1905 elején betegeskedni kezdett és februárban Bécsben szanatóriumba vétette fel magát; de két súlyos operáció után ugyan Kőszegre visszatért; ott azonban ugyanazon év július 8-án délelőtt 11 órakor meghalt. Örök nyugalomra helyezték 1905. július 10-én délután a kőszegi temetőben.
Cikkeinek száma az 1860-as évektől kezdve 500-nál is több, melyek főleg a módszertan, tanügyi szervezés, tanítóképzés, mennyiségtan, természetrajz, zene kérdéseivel foglalkoznak, a következő szaklapokban és folyóiratokban jelentek meg: Iskolabarát, Néptanítók Lapja, Kalauz, Néptanoda, Népiskola, egri Népiskolai Tanügy (főmunkatársa volt), pécsi Tanügyi Füzetek (1874-78-ig főmunkatárs), Ung. Schulzeitung, Pädag. Blätter és Zenelap (1889. 10. Angster József pécsi orgonakészítő és szakíró); írt még a Magyar Államba, Pécsi Közlönybe és a baranyamagyei Gazdasági Lapba sat.)

## Munkái
- Reálolvasókönyv. Pécs, 1872. (Schmidt Boldizsárral).
- Real-, Lese- u. Sprachbuch für die Elementarschulen Ungarns. Uo. 1873. Két rész. (I. 2. kiadás 1874. Uo.).
- Töredékek a természetrajzból. Uo. 1876.
- Az elemi-iskolai reáltantárgyak tanmódja. Tekintettel a csoportosításra. Uo. 1878.
- Szülőföldisme. Baranyamegye ismertetése. Uo. 1878. (2. kiadás 1880., 3. módosított kiadás 1887., 4. kiadás 1894. Uo.)
- A növénytan teljes kézikönyve. Tekintettel a növények elterjedésére, meghatározására és fölhasználására az inductio elvei alapján. Uo. 1878.
- Az emlősök természetrajza. Eger, 1878. (Különny. a Népiskolai Tanügyből.)
- Algebrai pótfüzet. Pécs, 1879.
- A hazai tanítóképzés reformja. Uo. 1879.
- A pécsi püspöki fitanítóképezde első Értesítvénye. Uo. 1879.
- Az összhangzattan alapvonalai. Eredeti módszer szerint tanítójelöltek és kántortanítók számára. 112 hangjegyes példával ellátva. Uo. 1883.
- Az átmenetek egyszerűbb nemei. Növendékei használatára. Uo. 1885. (2. kiadás. Uo. 1887.)
- A népiskolai reáloktatás módszertana. 2. kiadás. Uo. 1886.
- Első és második olvasó- és tankönyv. Bpest, 1886. (Mócsy és Petrovácz társaságában. II. 2. k. két részben, Uo. 1892.)
- Számtan és módszertan. Pécs, 1886.
- A tanítóképezdei oktatás reformja és methodikája. A honi tanügyi viszonyok szemmeltartásával, főleg tanítóképezdei tanárok használatára. I. kötet. A tanítóképzés reformja. A paedagogiai, természettudományi és mennyiségtani oktatás módszertana. Uo. 1887.
- Erstes Lese-, Real- und Sprachbuch. In deutscher Bearbeitung von... Erstes Jahr. Zweites Jahr. Bpest, 1887. (2. kiadás. Uo. 1893.)
- Növény-földrajzi vázlatok természetrajzi táblázatok és természeti jellemképek. Pécs, 1887.
- Warga Ferencz. Élet- és korrajz. Uo. 1887.
- Számtan férfi- és nőtanítójelöltek számára. 2. átdolg. kiadás. Uo. 1888.
- Természetrajzi közlemények. Uo. 1888.
- Heimatskunde. Uo. 1888.
- Zweites Lese-, Real- und Sprachbuch. Erstes Jahr. Zweites Jahr. Uo. 1888.
- Az osztatlan népiskola egy fontos problémája. Eger, 1890.
- Tanítóképezdei tankönyveink. Uo. 1890.
- Arithmetika és algebra. A fejszámolás kellő figyelembevételével, a legujabb hazai tanítóképezdei tanterv és Močnik t.-képezdei számtana alapján fi- és nőtanítóképző-intézetek használatára és néptanítók számára. Az eredeti mű 4., az átdolgozás 2. jav. kiadása. Pozsony, 1890. (2. kiadás 1894. 3. jav. kiadás 1899.)
- Tanterv és leczkerend. Pécs, 1891.
- Számolókönyv a III., IV., V. és VI. osztályú népiskolai tanulók számára. Külön, a tanítói használatra szerkesztett vezérkönyvvel. Uo. 1891. (Vizer Endrével. 2. kiadás. Uo. 1896. Németül is. Uo. 1891. 2. kiadás. Uo. 1896.)
- Vezérkönyv Schultz-Vizer számolókönyvéhez. Néptanítók és tanítójelöltek számára. Uo. 1891. (2. kiadás. Uo. 1896.)
- Ung. Sprach- und Lesebuch. Uo. 1892.
- Vezérkönyv az I. és II. olvasó- és tankönyvhez. Eger, 1894.
- ÁBC- und Lesebuch. Bpest, 1894. (2. kiadás 1896., 3. k. 1901., 4. k. 1906. Uo.)
- Aritmetika és algebra. Pozsony, 1894.
- Tanítói könyvtár. Bpest, 1893-94. Négy rész. (I. Tanterv 1, 2 és 3 tanítóval bíró magyar és német tannyelvű kath. népiskolák számára, 3 táblával. II. Beszéd- és értelemgyakorlatok. III. A készséggel és értelemmel való olvasás módszere. IV. A földrajz és történet módszere.)
- Népiskolai olvasókönyv kath. leányiskolák számára. II-VI. osztályok számára. Uo. 1895-96. Négy rész. (I. 2. kiadás 1896., 3. k. 1898. II. 30 ábrával. 2. k. 1896., 3. k. 1899. III. több mint 60 ábr. 2. k. 1898., IV. Több mint 70 ábr. 2. jav. k. 1900.)
- Lese- und Lehrbuch. Győrffy után. Bpest, 1895.
- Tájékoztató és tanterv. Pozsony, 1896.
- Számolókönyv az egy és két tanítós népiskolák III., IV., V. és VI. évfolyambeli tanítói számára. Pécs, 1895. (2. átdolg. és bőv. kiadás. Uo. 1896.)
- Számolókönyv a 3 és több tanítós népiskolák számára, a II-VI. évtanfolyambeli tanulók számára 4 részben. Uo. 1896.
- Vezérkönyv Schultz Imre népiskolai számolókönyvéhez. Egyúttal kalauz a számtanítás módszeres kezeléséhez tanítók és tanítójelöltek számára. Uo. 1891. (2. átdolg. és bőv. k. ábrákkal.).
- Olvasókönyv kath. polgári és felsőbb leányiskolák I-IV. osztálya számára. Pozsony, 1896., 1899. Két rész 43 szöveg-ábrával. (I. 2. kiadás. Uo. 1901.)
- Képes reálolvasókönyv a kath. falusi népiskolák számára a csoportosítás elvei szerint, II-VI. évfolyam. Uo. 1896. 1900. Három rész. (I. 2. k. 1897., 3. k. 1900., II. évf. 4. k. 1903., 5. k. 1904., III. évf. 3. nyelvgyakorlatokkal és rajzmintákkal bőv. kiadás 1900., 4. k. 1903., 5. k. 1905., II. rész. A IV. évf. számára 53 ábrával és 2 színes térképpel 1896., 4. jav. k. 106. ábr. és 2 színes térk. 1906., III. rész az V. és VI. évfolyam és az ismétlő iskolák számára 113 ábrával és 2 színes térképpel 1897. 2. jav. és bőv. kiadás 125 ábr. és 2 színes növénytáblával 1900., 3. jav. és bőv. k. 1905. Uo. Németül is. I. Uo. 1896.)
- Tájékoztató és tanterv Sch. I. kath. falusi népiskolák számára 3 részben írt képes reálolvasókönyvének használatához. Uo. 1896.
- ABC- und Lesebuch. Kleinere Ausgabe. Herausg. von St.-Stefan-Verein. Uo. 1896. (2. bőv. k. 1900., 3. k. 1904. Uo.)
- Magyar Olvasókönyv kath. tanítónőképzők számára. Uo. 1897. (I. 1. és 2. évf.)
- Különleges tájékoztató Sch. I. képes reálolvasókönyvének két- és három-tanítós népiskolákban való használatához. Uo. 1897.
- Lese- und Lehrbuch für Landschulen, zum Gebrauche für die III-VI. Klasse; von Joh. Győrfy, deutsch von... Uo. 1897. (2. kiadás.)
- Szülőföldismék Sch. I. képes reálolvasókönyvéhez a kath. falusi népiskolák számára. Pozsony, 1897. Hat rész: 1. A csanádi és kalocsai egyházmegye szülőföldisméje (Csanád-, Arad-, Temes-, Torontál- és Bács-Bodrogmegye) 7 ábrával 1897. 2. Az egri egyházmegye szülőföldisméje (Heves-, Borsod-, Szabolcs-, Hajdú- és Jász-Nagykún-Szolnokmegye) 1897. 3. A győri és esztergomi egyházmegye szülőföldisméje (Sopron-, Moson-, Győr-, Komárom-, Esztergom-, Nógrád-, Hont-, Bars-, Nyitra- és Pozsonymegye) 11 ábrával 1897. 4. A pécsi egyházmegye szülőföldisméje (Baranya-, Tolna- és Somogymegye) 6 ábr. 1899. 5. A székesfehérvári és váczi egyházmegye szülőföldisméje (Fehér-, Pest-Pilis-Solt-Kiskún- és Csongrádmegye) 7 ábr. 1897. 6. A veszprémi és szombathelyi egyházmegye szülőföldisméje (Somogy-, Veszprém-, Zala- és Vasmegye) 8 ábrával 1897. Uo.
- Olvasókönyv kath. tanítónőképzők számára. I-IV. évfolyam számára. Uo. 1897. 1899. Két kötet.
- Fiúiskolai olvasókönyv kath. népiskolai tanulók számára. I-VI. osztály számára. Uo. 1897-98. Négy rész. (I. és II. oszt. sz. 43 ábr., 2. jav. és bőv. k. 1899., 2. bőv. és jav. k. 1905., II. rész III. oszt. sz. 40 ábr. 1898. 2. jav. és bőv. k. 1899., 2. bőv. és jav. k. 1905., III. r. IV. oszt. sz. 3. színes térképpel és 80 ábr. 1898., 2. jav. és bőv. k. 1899., IV. rész. az V. és VI. oszt. sz. 88 ábr. 1898., 2. jav. és bőv. k. az V. és VI. oszt., a gazdasági és egyéb ismétlő-iskolák számára. 28 ábr. és a mértan elemeivel 1899. Uo.)
- Összhangzattan, átmenetek és praeludiumok. Eredeti módszer szerint férfi- és nőtanítójelöltek, kántortanítók, zeneiskolák és működvelők számára. 2. teljesen átdolg. kiadásban átnézte Eckhardt Antal. Uo. 1897. (Ism. Hitvéd. Folyóirat.)
- Világtörténet kath. polgári leányiskolák és tanítóképzők számára. 5 kórtani táblával, 44 ábr. és 5 színes térk. Uo. 1897.
- Német olvasókönyv, helyes irástani függelékkel és magyar-német s német-magyar szótárral. Polgári és felső leányiskolák számára. Két kötet. Az I-IV. oszt. számára. Uo. 1898-99. (I. az I. és II. osztály számára 2. jav. k. 1901., II. a III. és IV. oszt. sz. 1899. Uo.)
- Vegy- és ásványtan, szoros kapcsolatban a földtan vázlatával, különös tekintettel a művelődéstörténeti, kézmű, háztartás- és egészségtani elemekre, polgári és felsőbb leányiskolák, úgyszintén a tanítóképzők számára 41 szövegábrával és 1 színes táblával. Uo. 1898.
- Számtan polgári leányiskolák számára. A számtani tárgykörök tekintetbe vételével s nemzetgazdasági s valláserkölcsi emlékmondatokkal ellátva. Az I-IV. osztály számára. Uo. 1898. Két rész.
- Fiúiskolák számolókönyve. A II-VI. oszt. számára. Uo. 1899. Négy rész. (I. a II. oszt. sz. 34 ábr. 2. jav. és bőv. k. 1899., II. r. a III. oszt. sz. 3 ábr. 2. jav. bőv. k. 1899., III. a IV. oszt. sz. 9 ábr. 2 jav. és bőv. k. 1899., IV. r. az V. és VI. oszt. sz. 28 ábrával és a mértan elemeivel. 2. jav. és bőv. k. 1899. Uo.)
- Leányiskolai számolókönyv 4 részben, a II-VI. oszt. sz. 54 ábrával. Uo. 1899. (8. kiadás a szerző hátrahagyott jegyzetei szerint sajtó alá rendezte Klinda Károly, Uo. 1906.) (II. rész 2. jav. és bőv. k. 1902. Népiskolai tankönyvsorozat, III. r. 2. k. 1905.)
- Osztatlan iskolai számolókönyv. A III., IV., V. és VI. évf. és az ismétlő iskola számára 60 nemzetgazdasági és valláserkölcsi emlékmondattal ellátva. (3. a koronaérték szerint átdolgozott, jav. és bőv. kiadás. 15 ábrával. Uo. 1899., 4. jav. és bőv. kiadás. Uo. 1903.)
- A nemzetgazdasági és valláserkölcsi képzés eszméje s egyéb korszerű reformok a számtanítás keretében, tekintettel saját nép- és polgáriskolai számtani műveire. Uo. 1899.
- A pécsi egyházmegye szülőföldisméje. Uo. 1899.
- Bilder-Fibel fr katholische Volksschulen. Uo. 1899. (Raff Rudolffal együtt. 2. jav. és bőv. k. Uo. 1904.)
- Magyar olvasókönyv kath. polgári és felsőbb leányiskolák számára. 3 kötetben. Uo. 1900. (I. az I. oszt. sz. 24 ábr. 2. kiadás, II. a II. oszt. sz. 2. bőv. és jav. k. 26 ábr., III. a III. és IV. oszt. sz. 43 ábr.)
- Növénytan. Tanító- és tanítónőképzők használatára, valamint polgáriskolák és magántanulók számára, 10 színes növénytáblával s 70 szöveg közé nyomott ábrával. Uo. 1900.
- Leányiskolai olvasókönyv katholikus népiskolák számára I-IV. rész a 2-6. osztály számára. 1900-1905. (Több kiadás.)
- Ének- és daloskönyv. Katholikus népiskolák számára két részben. Pozsony, 1901. (I. Alsó osztályú növendékek részére. II. Felsőbb osztályú növendékek részére.)
- Polgári-iskolai világtörténet. Katholikus leánynövendékek számára. 5 kórtani táblával, 60 ábrával és 3 színes térképpel. uo., 1901.
- Tanítóképzői világtörténet. Katholikus szellemben. Második bőv. kiadás 5 kórtani táblával, 60 ábrával és 3 színes térképpel. Uo. 1901.
- Földrajz. Polgári fiúiskolák számára. Az 1901. évi népszámlálás adatainak figyelembe vételével. Uo. 1902. Két kötet. (I. Magyarország. Európa, 55 ábrával. II. Ázsia, Afrika, Ausztrália, a sarkvidék és Amerika. 51 ábrával.)
- Mintaleczkék a népiskola összes tantárgyaiból. Öt füzetben. Uo. 1902.
- Földrajz. Polgári leányiskolák számára. II. kötet. Ázsia, Afrika, Ausztrália, a sarkvidék és Amerika. A legújabb adatoknak figyelembe vételével. 53 ábrával. Uo. 1902.
- Tantervek, óratervek és leczkerendek egy-két és több tanítós népiskolák számára, saját reálolvasó-, A-B-C, számoló- és daloskönyveim alapján. Összekötve a csoportositás elveire alapított «Képes reálolvasókönyv»-em ismertetésével. Uo. 1903.
- Rechenbuch für die Schüler der III., IV., V., VI. Volksschulklasse. Dritte nach der Kronenwährung umgearbeitete und verbesserte Auflage. Uo. 1903.
- Magyar olvasókönyv. Állami és községi népiskolák számára. Négy részben ábrákkal. Uo. 1902-1903.
- A számtanítás új iránya. Uo. 1903.

Szerkesztette a Népiskolai Tankönyvsorozatot Stempfel Károly pozsonyi könyvárus kiadásában Pozsonyban 1899-től. Ezen gyűjteményben saját tankönyveit ujabb kiadásokban és lenyomatokban adta ki, szerkesztette a Nevelő Oktatás cz. katholikus tanügyi havi folyóiratot 1900. októbertől haláláig, szintén Stampfel kiadásában Pozsonyban.

### Kéziratban
- Az összehasonlító módszertan c. 3 kötetre tervezett munkája.